# プロダクション鷹
株式会社プロダクション鷹（プロダクションたか）は、日本の映画製作・配給会社である。略称はプロ鷹（プロたか）。和泉聖治の父・木俣堯喬が1965年（昭和40年）に京都府京都市に設立、のちに東京都に本拠地を移した。和泉聖治が20代で経営に参画し、監督としてデビュー、キャリアを積んだ会社であることでも知られる。1984年（昭和59年） - 1986年（昭和61年）の一時期、AMI企画（アミきかく）のブランドで製作活動を行った。

## 沿革
- 1965年4月17日 - 日東テレビ映画株式会社を京都府京都市右京区に設立（代表・木俣堯喬）[4][6]
  - 同年6月1日 - 株式会社プロダクション鷹を同地に設立（同）[3][6]
- 1969年 - 所在地を京都市から東京都渋谷区千駄ヶ谷に移転[6][7]
- 1985年 - 所在地を渋谷区から目黒区目黒に移転[8][9]
- 1995年 - 所在地を目黒区から新宿区西新宿に移転するとともに、代表取締役社長に木俣瑠美が就任[10][11]
- 2004年11月7日 - 初代社長・木俣堯喬が死去[13]

## 概要

### 設立のころ
1965年（昭和40年）4月17日、テレビ映画の製作会社、日東テレビ映画株式会社として、京都府京都市右京区嵯峨甲塚町1番地に設立する。同地は、同社の設立者である木俣堯喬が、1954年（昭和29年）に山崎真一郎に招かれ、東映京都撮影所の契約俳優「木南兵介」となるために東京から転居した場所である。同社設立の2年前、1963年（昭和38年）いっぱいで東映を退社、吉本興業で花菱アチャコらの出演する軽演劇やテレビの生番組の演出に携わっていた。同社を設立することになったきっかけとして、吉本と京福電気鉄道とが提携してテレビ映画『戦国群盗伝』を製作することになり、木俣はこれに参加していたが、企画が頓挫した。同企画を自力で継承すべく、自宅を改造・改築、ロケバス等の車両も購入して、同社を設立、同企画のタイトルを『荒野の鷹』と変更して、製作を開始した。設立当初の同社の役員構成は、代表取締役社長に木俣、常務取締役総務部長に木俣の妻・和子、取締役企画部長には、『荒野の鷹』に監督として参加した、松竹京都撮影所出身の倉橋良介が就任、他の取締役として、和子の血縁者である伊東幸子および伊東栄一、監査役には木俣の実兄、小田切治郎が就任した。
しかしながら、第3話まで製作したところで、製作中止を余儀なくされた。東映から地方の下番線用の添え物として、「お色気作品」をと声をかけられ、同年6月1日、映画の製作・配給会社として新たに株式会社プロダクション鷹を設立、これを母体に劇場用映画『日本毒婦伝 赤いしごき』を製作した。同作は、1965年8月24日に日本シネマの配給によって公開された「成人映画」であり、同作を監督した倉橋良介の名は伏せられ、「風魔三郎」の名がクレジットされた。『日本映画発達史』の田中純一郎は、同書のなかで黎明期のおもな独立系成人映画の製作会社を設立順に列挙しているが、それによれば、もっとも設立者数の多い同年、同社が設立された6月にはほかに、多田幸弘の新幸プロダクション、芋野敏郎の東京三映社が設立されている。ほとんどのプロダクションが東京都内を拠点にするなか、同社は京都を拠点に製作を開始した。同年8月には若松孝二が若松プロダクションを設立しており、若松プロとはその後、提携関係になり、所属女優を貸し出す等の活動を行った。

### 全盛期
大蔵映画の女優である扇町京子を起用した、木俣の監督デビュー作『肉体の河』以降、大蔵との配給提携が始まったが、1968年（昭和43年）には、大蔵映画の社長・大蔵貢から大蔵系での配給中止宣告を受け、同社は、自主配給に踏み切った。翌1969年（昭和44年）には、所在地を京都市から東京都渋谷区千駄ヶ谷に移転するとともに、役員構成を改め、常務取締役に木俣の長男である堯美（和泉聖治）が就任、倉橋は退任した。もともとテレビ映画の製作会社であった日東テレビ映画は、もともと役員構成も事務所も同一であったため、このころには一体化し、『映画年鑑1973』以降の「プロダクション鷹」の項には設立年月日として日東テレビ映画のものが記載されるようになった。同年1月に公開した木俣の監督作『人肉の市』は、1971年（昭和46年）8月18日に Les Esclaves du plaisir の題でフランスで公開されている。1970年（昭和45年）には、大蔵映画と和解した。
木俣の製作方針は「楽しい映画」をモットーに、企画・脚本重視というものであった。それとともに女優を大切にし、水城リカ（1943年 - ）、芦川絵里（1949年 - ）、谷身知子（1951年 - ）、珠瑠美（1949年 - ）といった専属女優を育てた。1971年11月、老舗であり大手五社の一社であった日活が成人映画路線に全面的に舵を切り、「日活ロマンポルノ」（1971年 - 1988年）を開始するが、当初はこれに参加せず、1975年（昭和52年）11月22日に公開された『ポルノレポート SEX仕掛人』を木俣が企画・監督・脚本、珠瑠美が主演して製作、以降、1986年（昭和61年）12月6日公開の『香港絶倫夫人』（監督珠瑠美）まで40作の「日活ロマンポルノ」作品を外注製作した。

### 後期
1977年（昭和52年）5月21日、同社の専務取締役であった木俣和子が満41歳で急逝した。翌1978年（昭和58年）、木俣はクモ膜下出血に倒れ、療養中に「ストレス性胃潰瘍」を併発し胃全摘の手術を行っている。1981年（昭和56年）には、同社社長の木俣が専属女優の珠瑠美と結婚、同年には木俣瑠美（珠瑠美）が同社の取締役に就任している。同年5月15日に公開された『グレープフルーツのような女 性乱の日々』を製作し、女優の沖山秀子（1945年 - 2011年）を監督としてデビューさせ、同年10月9日公開の『密室ドキュメント 指と舌』を製作し、当時にっかつ（現在の日活）の契約助監督だった鴨田好史（1946年 - 2013年）を監督としてデビューさせている。
1995年（平成7年）には、所在地を目黒区から新宿区西新宿に移転するとともに、代表取締役社長に木俣瑠美が就任、前社長の木俣堯喬、前常務の和泉聖治（木俣堯美）の2名は取締役に退き、大杉稀一郎が役員を退任している。同年、木俣堯喬・和泉聖治の父子は港区六本木に新たにムービーブラザースを設立、共同で代表取締役に就任した。
2004年（平成16年）11月7日、同社の取締役であった初代社長・木俣堯喬が死去した（満89歳没）。同年、同社は、東京国立近代美術館フィルムセンターに同社の製作した木俣の監督作『猟色の罠』（主演一星ケミ、1968年）、『恐るべき密戯』（主演水城リカ、1968年）、『人肉の市』（主演芦川絵里、1969年）の3作の上映用プリント等を寄贈した。

## 企業データ
- 社名 : 株式会社プロダクション鷹
- 所在地 : 東京都新宿区西新宿7丁目6番5号[11][12]
北緯35度41分52秒 東経139度41分52秒 / 北緯35.69778度 東経139.69778度
  1. 創立時所在地 : 京都府京都市右京区嵯峨甲塚町1番地[6]
北緯35度1分7秒 東経135度41分30秒 / 北緯35.01861度 東経135.69167度
  2. 移転後所在地 : 東京都渋谷区千駄ヶ谷5丁目13番16号[7][8]
北緯35度41分5秒 東経139度42分15秒 / 北緯35.68472度 東経139.70417度
  3. 移転後所在地 : 東京都目黒区目黒3丁目14番26号[9][10]
北緯35度37分59秒 東経139度42分21秒 / 北緯35.63306度 東経139.70583度
- 代表取締役社長 : 木俣瑠美（珠瑠美）[11][12]
- 取締役 : 木俣堯喬、和泉聖治、伊東幸子、伊東栄一
  - 初代社長 : 木俣堯喬
  - 過去の役員 : 木俣和子（専務取締役総務部長）、倉橋良介（常務取締役企画部長）、大杉稀一郎（取締役）、小田切治郎（監査役）、小田切松子（監査役）
- 事業内容 : 映画の製作、配給、関連事業
- 資本金 : 300万円 （1999年[12]）
- 設立 : 1965年4月17日（日東テレビ映画株式会社の設立日）[6][7][8][9][10][11][12]
  - 当初の設立日 : 1965年6月1日[6]

## フィルモグラフィ
同社の製作した作品のうち木俣堯喬の監督作品、和泉聖治の監督作品、珠瑠美の監督作品以外の一覧である。木俣・和泉・珠の監督作のうち、東京国立近代美術館フィルムセンター（NFC）所蔵作品については、下記に加えた。

### 1960年代
- 『赤いしごき 日本毒婦伝』 : 企画・脚本鬼塚大吉、監督風魔三郎、主演香取環、配給日本シネマ、1965年8月公開（成人映画・映倫番号 14090） - 製作（設立第1作）、72分の上映用プリントをNFCが所蔵
- 『背徳』 : 監督倉橋良介、主演新高恵子、1965年11月公開（成人映画・映倫番号 不明） - 製作
- 『ギラついた裸獣の群れ』（別題『野武士』） : 企画・脚本木俣堯喬、監督倉橋良介、主演木島修次郎、配給国映、1965年11月公開（成人映画・映倫番号 14137） - 製作
- 『狂った欲求』 : 監督倉橋良介、配給新東宝映画、1966年3月公開（成人映画・映倫番号 不明） - 製作
- 『肉体の河』 : 企画・脚本・監督木俣堯喬、主演扇町京子、配給大蔵映画、1966年3月29日公開（成人映画・映倫番号 14370） - 製作（木俣堯喬監督第1作）
- 『悪の愉しみ』 : 企画・脚本木俣堯喬、監督倉橋良介、主演加山恵子・鬼塚大吉、配給日本シネマ、1966年11月公開（成人映画・映倫番号 14553） - 製作、73分の上映用プリントをNFCが所蔵
- 『猟色の罠』 : 企画・監督・脚本木俣堯喬、主演一星ケミ、1968年公開（成人映画・映倫番号 不明） - 製作・配給、上映用プリントをNFCが所蔵
- 『好色魔』 : 企画・監督・脚本木俣堯喬、主演水城リカ、1968年8月公開（成人映画・映倫番号 15386・プロ鷹四周年記念作品） - 製作・配給、64分の上映用プリントをNFCが所蔵
- 『灼熱の暴行』 : 企画・監督・脚本木俣堯喬、主演星冴子、1968年公開（成人映画・映倫番号 不明・プロ鷹四周年記念作品） - 製作・配給、67分の16mmフィルム版上映用プリントが現存
- 『人肉の市』 : 企画・監督・脚本木俣堯喬、主演芦川絵里、1969年1月公開（成人映画・映倫番号 15626） - 製作・配給、上映用プリントをNFCが所蔵

### 1970年代
- 『色ぼけ四十八態』 : 製作和泉聖治、監督木俣堯喬、主演青山美沙・相原香織、配給ミリオンフィルム（国映とも）、1970年4月7日審査・5月公開（成人映画・映倫番号 16298） - 製作、67分の上映用プリントをNFCが所蔵
- 『魔女狩り』 : 監督木俣堯喬、製作担当和泉聖治、配給ミリオンフィルム、1970年5月8日審査・6月公開（成人映画・映倫番号 16349） -製作、71分の上映用プリントをNFCが所蔵
- 『牝猫ゲバルト』 : 監督木俣堯喬、脚本和泉聖治、主演一星ケミ、配給ミリオンフィルム、1970年8月27日審査・10月公開（成人映画・映倫番号 16475） - 製作、68分の上映用プリントをNFCが所蔵
- 『赤い空洞』 : 監督和泉聖治、1972年公開（成人映画・映倫番号 不明） - 製作（和泉聖治監督第1作）
- 『感度バツグン』 : 監督衣恭介、脚本木俣堯喬、主演珠瑠美、配給ミリオンフィルム、1972年12月公開（成人映画・映倫番号 17361） - 製作、69分の上映用プリントをNFCが所蔵
- 『日本性風俗史 淫ら絵巻』 : 監督木俣堯喬・和泉聖治、主演珠瑠美、配給ミリオンフィルム、1973年1月公開（1972年とも、成人映画・映倫番号 17403） - 製作、77分の上映用プリントをNFCが所蔵
- 『同棲白書』 : 監督木俣堯喬、配給ミリオンフィルム、1973年4月公開（成人映画・映倫番号 17538） - 製作、68分の上映用プリントをNFCが所蔵
- 『絶倫夫人』 : 監督秋山駿、主演珠瑠美、配給ミリオンフィルム、1973年9月公開（成人映画・映倫番号 17667） - 企画・製作、66分の上映用プリントをNFCが所蔵
- 『悩ましい痴態』 : 監督木俣堯喬・和泉聖治、主演珠瑠美、配給ミリオンフィルム、1973年10月公開（成人映画・映倫番号 17735） - 製作、68分の上映用プリントをNFCが所蔵
- 『姐さんブルース 恍惚の花弁』 : 監督秋山駿、主演珠瑠美、配給ミリオンフィルム、1973年12月公開（成人映画・映倫番号 17826） - 製作、62分の上映用プリントをNFCが所蔵
- 『日本性風俗史 姦通』 : 製作和泉聖治、監督・脚本木俣堯喬、主演珠瑠美、配給ミリオンフィルム、1974年1月公開（成人映画・映倫番号 17886） - 製作、61分の上映用プリントをNFCが所蔵
- 『ポルノレポート 人妻売春』 : 製作・企画木俣堯喬、監督渡辺護、主演牧れいか、配給日活、1976年5月29日公開 - 製作
- 『深夜の美人局 あなたまかせ?』 : 監督桂英二、配給ミリオンフィルム、1977年2月公開（成人映画・映倫番号 18975） - 製作
- 『濡れ濡れアウトロー 残酷性春』 : 監督桂英二、配給ミリオンフィルム、1977年3月公開（成人映画・映倫番号 19020） - 製作
- 『デルタの掟 夜のアレを射て』（『デルタの掟 女のアレを射て』） : 監督秋津隆二、主演東祐里子、配給ミリオンフィルム、1977年3月公開（成人映画・映倫番号 18979） - 製作
- 『先天性 色欲女集団』 : 監督秋津隆二、主演東祐里子、配給ミリオンフィルム、1977年4月公開（成人映画・映倫番号 19024） - 製作
- 『実録スワッピング』 : 監督桂英二、配給ミリオンフィルム、1977年7月公開（成人映画・映倫番号 19132） - 製作

### 1980年代
- 『暴行遊戯』 : 監督釜田千秋、配給大蔵映画、1980年5月10日公開（成人映画・映倫番号 110057） - 製作
- 『乱行不倫 人妻濡れ盛り』 : 監督江夏純、配給大蔵映画、1980年5月21日公開（成人映画・映倫番号 110047） - 製作
- 『翔んでる女高生』 : 監督江夏純、配給大蔵映画、1980年8月公開（成人映画・映倫番号 110129） - 製作
- 『女高生若い獣たち』 : 監督釜田千秋、配給大蔵映画、1980年9月公開（成人映画・映倫番号 110134） - 製作
- 『禁じられたセックス』 : 監督江夏純、配給大蔵映画、1980年12月公開（成人映画・映倫番号 110223） - 製作
- 『女高性 不純異性交遊』（改題『ロリータ あぶない関係』） : 監督江夏純、脚本和泉聖治、配給大蔵映画、1981年1月公開（成人映画・映倫番号 110288） - 製作、『ロリータ あぶない関係』題の61分の上映用プリントをNFCが所蔵
- 『グレープフルーツのような女 性乱の日々』 : 監督・脚本沖山秀子、主演北原理絵、配給にっかつ、1981年5月15日公開（成人映画・映倫番号 110448） - 製作
- 『密室ドキュメント 指と舌』 : 監督鴨田好史、主演萩尾なおみ、配給にっかつ、1981年10月9日公開（成人映画・映倫番号 110593） - 製作
- 『復讐セックス 女が犯す』 : 監督珠瑠美、配給ミリオンフィルム、1981年11月公開（成人映画・映倫番号 110605） - 製作（珠瑠美監督第1作）
- 『ドキュメントポルノ 指いじめ』 : 監督鴨田好史、配給にっかつ、1981年12月11日公開（成人映画・映倫番号 110655） - 製作
- 『ドキュメントポルノ 屋台売春』 : 監督鴨田好史、配給にっかつ、1982年4月9日公開（成人映画・映倫番号 110758） - 製作
- 『愛獣 熱く凌す』 : 監督和泉聖治、主演沢田和美、配給にっかつ、1984年10月20日公開（成人映画・映倫番号 111582） - 製作（AMI企画）、64分の上映用プリントをNFCが所蔵
- 『香港クライマックス ザ・本番』（1994年に改題『香港ハードコア 淫欲』） : 監督珠瑠美、配給新東宝映画、1984年8月公開（成人映画・映倫番号 不明） - 製作、『香港ハードコア 淫欲』題の67分の上映用プリントをNFCが所蔵
- 『ワイセツな女 黒い肌に泣く』 : プロデューサー木俣堯喬、監督・脚本和泉聖治、主演麻生かおり、配給にっかつ、1985年3月23日公開（成人映画・映倫番号 111731） - 製作（AMI企画）
- 『生撮り解禁ツアー むしとられたビキニ』 : プロデューサー木俣堯喬、監督和泉聖治、脚本橋本以蔵、主演聖女隊、配給にっかつ、1985年7月20日公開（成人映画・映倫番号 111841） - 製作（AMI企画）
- 『ウイークエンドONANIE』 : 監督珠瑠美、配給新東宝映画、1985年7月公開（成人映画・映倫番号 111794） - 製作、59分の上映用プリントをNFCが所蔵
- 『ザ・夜這い』 : プロデューサー珠瑠美、監督・脚本木俣堯喬、美術衣恭介、主演城源寺くるみ、配給にっかつ、1985年10月12日公開（成人映画・映倫番号 111809） - 製作（AMI企画）
- 『倒錯縄責め』 : 監督珠瑠美、配給新東宝映画、1986年3月公開（成人映画・映倫番号 112016） - 製作、59分の上映用プリントをNFCが所蔵
- 『中川みず穂 ハードポルノ絶頂』 : 監督・脚本木俣堯喬、主演中川みず穂、配給新東宝映画、1986年10月公開（成人映画・映倫番号 112212） - 製作および「AMI企画」名で音楽、55分の上映用プリントをNFCが所蔵
- 『香港絶倫夫人』 : 企画・脚本木俣堯喬、監督珠瑠美、主演川上雅代、配給にっかつ、1986年12月6日公開（成人映画・映倫番号 112060） - 製作および「AMI企画」名で音楽
- 『ザ・悶絶』 : 監督珠瑠美、配給ミリオンフィルム、1987年9月公開（成人映画・映倫番号 不明） - 製作、53分の上映用プリントをNFCが所蔵
- 『揺れる巨乳103cm』 : 監督珠瑠美、配給新東宝映画、1989年4月29日公開（成人映画・映倫番号 112934） - 製作、55分の上映用プリントをNFCが所蔵
- 『縄で濡らす』 : 監督珠瑠美、配給新東宝映画、1989年9月2日公開（成人映画・映倫番号 不明） - 企画・製作、59分の上映用プリントをNFCが所蔵

### 1990年代
- 『課外授業 いかせて上げる』 : 監督珠瑠美、配給新東宝映画、1990年1月公開（成人映画・映倫番号 113132） - 企画・製作、58分の上映用プリントをNFCが所蔵
- 『THE 巨乳レズ』 : 監督珠瑠美、配給新東宝映画、1990年4月公開（成人映画・映倫番号 113218） - 企画・製作、58分の上映用プリントをNFCが所蔵
- 『巨乳なぶり』 : 監督珠瑠美、配給新東宝映画、1991年12月21日公開 - 製作（成人映画・映倫番号 113685）、60分の上映用プリントをNFCが所蔵
- 『背徳病院 女医の盗撮日記』 : 監督木俣瑠美、配給新東宝映画、1992年7月25日公開（成人映画・映倫番号 不明） - 製作、59分の上映用プリントをNFCが所蔵
- 『神代弓子 ザ・本番ペッティング』 : 監督珠瑠美、主演神代弓子、配給新東宝映画、1993年4月23日公開（成人映画・映倫番号 113964） - 製作、51分の上映用プリントをNFCが所蔵
- 『熟女スワップ 獣のように』 : 監督・脚本・主演珠瑠美、共演二階堂美穂、配給新東宝映画、1994年1月7日公開（成人映画・映倫番号 114173） - 製作、60分の上映用プリントをNFCが所蔵
- 『人妻痴漢体験 まさぐる』 : 監督珠瑠美、配給新東宝映画、1995年3月31日公開（成人映画・映倫番号 114488） - 製作、59分の上映用プリントをNFCが所蔵
- 『悶絶!!はしたない行為』 : 監督珠瑠美、配給新東宝映画、1995年7月14日公開（成人映画・映倫番号 114582） - 製作、61分の上映用プリントをNFCが所蔵
- 『濡れまくり痴情妻』 : 監督珠瑠美、配給新東宝映画、1996年4月26日公開（成人映画・映倫番号 114791） - 製作、54分の上映用プリントをNFCが所蔵
- 『聖まどか 美乳妻生本番』 : 監督珠瑠美、主演聖まどか、配給新東宝映画、1996年9月13日公開（成人映画・映倫番号 114855） - 製作、55分の上映用プリントをNFCが所蔵
- 『ねっとり妻おねだり妻III 不倫妻またがる』 : 監督珠瑠美、主演風間今日子、配給新東宝映画、1997年11月5日公開（成人映画・映倫番号 115201） - 製作、62分の上映用プリントをNFCが所蔵

## 所属した人物

### 俳優
- 水城リカ - 1966年前後入社（1976年引退）[26]
- 芦川絵里 - 1968年入社（1971年引退）[27]
- 谷身知子 - 1970年入社（1972年引退）[28]
- 珠瑠美 - 1971年入社[29]

### スタッフ
- 木俣堯喬 - 代表取締役社長⇒取締役、企画・製作・監督・脚本・出演
- 木俣和子 - 創立時・専務取締役総務部長（1977年死去）
- 倉橋良介 - 創立時・常務取締役企画部長（1969年退任）、監督
- 和泉聖治 - 常務取締役⇒取締役、企画・製作・監督・脚本
- 珠瑠美 - 取締役⇒代表取締役社長、企画・製作・監督・脚本・出演
- 利光浩二 - 助監督[35][36]、木俣堯喬の旧友・井上光・小桜信子夫妻の甥でその長女・水原まゆみ（1948年 - 2003年）の従兄
- 釜田千秋 - 助監督・監督[37][38]（鎌田敏明[39]）
- 西沢弘巳 - 助監督・監督[40]

## 日東テレビ映画
日東テレビ映画株式会社（にっとうテレビえいが）は、かつて存在した日本のテレビ映画製作会社である。
- 社名 : 日東テレビ映画株式会社
- 所在地 : 東京都渋谷区千駄ヶ谷5丁目13番16号
  1. 創立時所在地 : 京都府京都市右京区嵯峨甲塚町1番地
- 代表取締役社長 : 木俣堯喬
  - 取締役 : 木俣堯美（常務取締役）、木俣瑠美、大杉稀一郎、伊東栄一、伊東幸子
  - 監査役 : 小田切治郎
    - 過去の役員 : 木俣和子（常務取締役総務部長）、倉橋良介（取締役企画部長）
- 事業内容 : テレビ映画の製作
- 資本金 : 200万円 （1983年[8]）
- 設立 : 1965年4月17日[6][7][8]